# Svetlana Grinberg
Svetlana Grinberg, född 10 oktober 1944 var en sovjetisk bordtennisspelare. Hon var världsmästare och europamästare i dubbel och lag.
Grinberg vann 1969 tillsammans med Zoja Rudnova dubbeltiteln i bordtennis VM, hon var även med i Sovjetiska laget som vann lagtiteln. 
1970 gjorde de om bedriften och vann dubbeln och lagtiteln i Bordtennis EM. Hon var även med i det Sovjetiska laget som spelade final 1966, 1968, 1970 och 1974. De två första finalerna förlorade de men de två följande vann de. 
Hon spelade sitt första VM 1963 och 1975, 13 år senare sitt sista. Under sin karriär tog hon 4 medaljer i Bordtennis-VM 2 guld, 1 silver och 1 brons.

## Meriter
- Bordtennis VM
  - 1965 i Ljubljana
    - 9:e plats med det sovjetiska laget

  - 1967 i Stockholm
    - 3:e plats dubbel (med Zoja Rudnova)
    - 2:a plats med det sovjetiska laget

  - 1969 i München
    - 1:a plats dubbel (med Zoja Rudnova)
    - 1:a plats med det sovjetiska laget

  - 1971 i Nagoya
    - kvartsfinal dubbel
    - 5:e plats med det sovjetiska laget

  - 1975 i Calcutta
    - 6:e plats med det sovjetiska laget

- Bordtennis EM
  - 1964 i Malmö
    - 3:e plats singel
    - 3:e plats dubbel
    - kvartsfinal mixed dubbel

  - 1966 i London
    - 2:a plats singel
    - kvartsfinal dubbel
    - 2:a plats med det sovjetiska laget

  - 1968 i Lyon
    - 3:e plats singel
    - 2:a plats dubbel (med Zoja Rudnova)
    - 3:e plats mixed dubbel (med Anatolij Amelin)
    - 2:a plats med det sovjetiska laget

  - 1970 i Moskva
    - 1:a plats dubbel (med Zoja Rudnova)
    - 3:e plats mixed dubbel (med Anatolij Amelin)
    - 1:a plats med det sovjetiska laget

  - 1972 i Rotterdam
    - kvartsfinal singel
    - 3:e plats dubbel (med Zoja Rudnova)

  - 1974 i Novi Sad
    - 3:e plats singel
    - kvartsfinal dubbel
    - 1:a plats med det sovjetiska laget

- Europa Top 12
  - 1972 i Zagreb: 6:e plats
  - 1974 i Trollhättan: 11:e plats
  - 1975 i Wien: 7:e plats